# Александър Шчербаков
 Тази статия е за руския политик.  За дипломата вижте Александър Шчербаков (дипломат).  
Алекса̀ндър Сергѐевич Шчербако̀в (на руски: Александр Сергеевич Щербаков) е руски политик от Всесъюзната комунистическа партия (болшевики), генерал-полковник.
Роден е на 10 октомври (27 септември стар стил) 1901 година в Руза, Московска губерния, в работническо семейство, но израства в Рибинск. През 1917 година се включва в Червената гвардия, работи в Комсомола, а от 1932 година в апарата на Централния комитет (ЦК). От края на 30-те прави бърза кариера, като през 1938 година оглавява областната партийна организация в Москва, от 1941 година е и секретар на ЦК и кандидат-член на Политбюро, от 1942 година – и началник на Главното политическо управление на Червената армия, а през 1943 година оглавява и новосъздадения Отдел за международна информация на ЦК, заменил Коминтерна.
Александър Шчербаков умира от инфаркт на 10 май 1945 година в Москва. Според присъствалия Никита Хрушчов причина за това става препиване по време на банкета при диктатора Йосиф Сталин в чест на победата във Втората световна война.